# Protopopovka (Uliànovsk)
|  | Per a altres significats, vegeu «Protopopovka». |

Protopopovka (en rus: Протопоповка) és un poble de l'óblast d'Uliànovsk, a Rússia, que el 2010 tenia 108 habitants. Pertany al districte municipal d'Uliànovsk.